# Nasonite
La nasonite è un minerale.